# William Godwin
William Godwin (ur. 3 marca 1756 w Wisbech, zm. 7 kwietnia 1836 w Londynie) – angielski publicysta polityczny i myśliciel, zaliczony do prekursorów anarchizmu, reformator pedagogiki . Był prezbiteriańskim pastorem, lecz odszedł od religii i zwrócił się ku pisarstwu.
Pod wpływem lektury filozofów oświecenia takich jak Holbach, Helwecjusz i Rousseau porzucił studia i wyjechał do Londynu. Tam uczestniczył w spotkaniach kółek rewolucyjnych powstałych po rewolucji amerykańskiej. Przewodniczył klubowi intelektualistów, do którego należeli też jego żona Mary Wollstonecraft i początkujący powieściopisarze.

## Poglądy Godwina
Uważał, że prawa człowieka powinny pozwolić na stworzenie rządu odpowiadającego potrzebom wszystkich ludzi. Zastanawiając się zaś nad takim rządem doszedł do wniosku, że nie powinno go być w ogóle.
Anarchia była dla Godwina stanem chaosu społecznego. Z jego doktryny wynikało, że jest ona dla niego środkiem dla ostatecznego wyrugowania złych nawyków i skłonności zaszczepionych jednostkom przez państwo i stosowaną przez nie instytucjonalną przemoc. Anarchia była dla niego złem i nie mogła stanowić optymalnego sposobu bytowania dla człowieka, stanowiła jednak mniejsze zło niż wcześniej funkcjonująca struktura państwowa. Wierzył w naturalną skłonność jednostki do życia w pokoju i zgodzie, bezinteresowności i życzliwości.
Uważany jest również za twórcę tzw. koncepcji wolnej szkoły. Krytykując szkolnictwo państwowe (m.in. za tępienie samodzielności myślenia, bezrefleksyjne przekazywanie wiedzy czy stosowanie przemocy psychicznej wypaczającej charakter uczniów) doszedł do wniosku, że szkoły trzeba zreformować. Postulował w związku z tym model edukacyjny bez sankcji i ocen, gdzie uczniowie poszerzaliby swoją wiedzę i wrażliwość moralną głównie dzięki własnej aktywności, poprzez radosny kontakt z rzeczywistością. Ta forma kształtowania się i emancypacji jednostki za sprawą edukacji i kontaktu ze społeczeństwem jest de facto skrajną formą liberalnego racjonalizmu.

## Dzieła
- An Enquiry Concerning Political Justice and It's Influence on General Virtual and Happiness, 2 tomy, Londyn 1793
- Things As They Are albo The Adventures of Caleb Williams, 1794, wyd. pol. Kaleb Williams, tł. Aleksandra Frybes, PIW 1954
- The Enquirer, 1797
- Memoirs of the Author of A Vindication of the Rights of Woman, 1798
- St. Leon, 1799
- Fleetwood, 1805
- Mandeville, 1817
- History of the Commonwealth, 1824–1828
- Cloudesley, 1830
- Thoughts on Man, his Nature, Productions, and Discoveries, Interspersed with some particulars respecting the author, 1831
- Deloraine, 1833